# Tir als Jocs Olímpics d'Estiu de 1924 - Fossa olímpica
La competició de fossa olímpica va ser una de les deu proves del programa de Tir dels Jocs Olímpics d'Estiu de París de 1924. Es disputà del 8 al 10 de juliol de 1924 als camps de tir d'Issy-les-Moulineaux. Hi van prendre part 44 tiradors procedents de 14 nacions diferents, amb la participació d'un màxim de quatre esportistes per país.

## Medallistes
| Or                 | Plata              | Bronze             |
| Gyula Halasy (HUN) | Konrad Huber (FIN) | Frank Hughes (USA) |

## Calendari
| Data                                                                                 | Horari | Ronda                                  |
| ------------------------------------------------------------------------------------ | ------ | -------------------------------------- |
| dimarts 8 de juliol de 1924 dimecres 9 de juliol de 1924 dijous 10 de juliol de 1924 |        | Primera sèrie Segona sèrie Sèrie final |

## Resultats
| Pos. | Tirador                | Nació          | Total      |
| ---- | ---------------------- | -------------- | ---------- |
| 1    | Gyula Halasy           | Hongria        | 98         |
| 2    | Konrad Huber           | Finlàndia      | 98         |
| 3    | Frank Hughes           | Estats Units   | 97         |
| 4    | Robert Montgomery      | Canadà         | 97         |
| 5    | Louis D'Heur           | Bèlgica        | 96         |
| 6    | Samuel Vance           | Canadà         | 96         |
| 6    | George Beattie         | Canadà         | 96         |
| 6    | Samuel Sharman         | Estats Units   | 96         |
| 9    | Heinrich Bartosch      | Àustria        | 95         |
| 9    | Louis Deloy            | França         | 95         |
| 11   | Werner Ekman           | Finlàndia      | 94         |
| 11   | Ole Lilloe-Olsen       | Noruega        | 94         |
| 11   | Enoch Jenkins          | Regne Unit     | 94         |
| 14   | Hans Schödl            | Àustria        | 93         |
| 14   | Fredric Landelius      | Suècia         | 93         |
| 16   | Axel Ekblom            | Suècia         | 92         |
| 16   | Oluf Wesmann-Kjær      | Noruega        | 92         |
| 18   | Wilford Fawcett        | Estats Units   | 91         |
| 19   | Eivind Holmsen         | Noruega        | 90         |
| 19   | Martin Stenersen       | Noruega        | 90         |
| 19   | Gusztáv Szomjas        | Hongria        | 90         |
| 19   | László Szomjas         | Hongria        | 90         |
| 19   | Giacomo Serra          | Itàlia         | 90         |
| 24   | Fred Etchen            | Estats Units   | 89         |
| 24   | Georg Nordblad         | Finlàndia      | 89         |
| 24   | John O'Leary           | Regne Unit     | 89         |
| 24   | Erik Lundquist         | Suècia         | 89         |
| 24   | Erich Zoigner          | Àustria        | 89         |
| 29   | August Baumgartner     | Àustria        | 88         |
| 29   | Magnus Hallman         | Suècia         | 88         |
| —    | Albert Bosquet         | Bèlgica        | desconegut |
| —    | Émile Dupont           | Bèlgica        | desconegut |
| —    | Louis Van Tilt         | Bèlgica        | desconegut |
| —    | Hans Jacobsen          | Dinamarca      | desconegut |
| —    | Josep Maria de Pallejà | Espanya        | desconegut |
| —    | Toivo Tikkanen         | Finlàndia      | desconegut |
| —    | Jacques d'Imecourt     | França         | desconegut |
| —    | Cyril Mackworth-Praed  | Regne Unit     | desconegut |
| —    | Sándor Lumniczer       | Hongria        | desconegut |
| —    | Nicola Rebisso         | Itàlia         | desconegut |
| —    | Giacomo Rossi          | Itàlia         | desconegut |
| —    | Kurt Riedl             | Txecoslovàquia | desconegut |
| —    | František Schuster     | Txecoslovàquia | desconegut |
| —    | Antonín Siegl          | Txecoslovàquia | desconegut |